# Imhotep (XVIII. dinasztia)
Imhotep (ii-m-ḥtp: „aki békében érkezik”) ókori egyiptomi hivatalnok volt a XVIII. dinasztia idején, I. Thotmesz uralkodása alatt; vezír, bíró és Théba polgármestere, valamint (az egyik templomban talált feliratok alapján) a fáraó fiainak tanítója.

## Sírja
Imhotep sírja a Királynék völgyében található QV46, melyet az Ernesto Schiaparelli vezette olasz régészcsoport fedezett fel 1903 és 1905 között. A sír egy aknából és egyetlen kamrából áll. A sírban megtalálták Imhotep múmiáját, valamint koporsójának töredékeit, mumifikált kacsákat dobozokban, kosarakat, faládákat, egy kanópuszedényt és egy ovális alabástromplakettet. A leletek ma a torinói Egyiptomi Múzeumban vannak. A sír bejáratánál 1989-ben ramesszida kori osztrakonokat találtak.